# Cleoceris scoriacea
Cleoceris là một chi bướm đêm đơn loài Cleoceris scoriacea thuộc họ Noctuidae.